# Chūbānkareh
Chūbānkareh (persiska: چوبانکره, Chūpānkareh) är en ort i Iran.   Den ligger i provinsen Östazarbaijan, i den nordvästra delen av landet, 500 km väster om huvudstaden Teheran. Chūbānkareh ligger 1 415 meter över havet och antalet invånare är 258.
Terrängen runt Chūbānkareh är kuperad norrut, men söderut är den platt. Runt Chūbānkareh är det ganska tätbefolkat, med 155 invånare per kvadratkilometer. Närmaste större samhälle är ‘Ajab Shīr, 6,6 km söder om Chūbānkareh. Trakten runt Chūbānkareh består till största delen av jordbruksmark.